# 陈春明 (1962年)
陈春明（1962年2月—），男性，汉族，中华人民共和国政治人物，浙江宁波人。

## 履历
陈春明于1982年7月参加工作，1993年12月加入中国共产党。
从1982年7月至2000年2月，陈春明一直在白银有色金属公司铝厂工作。2005年，陈春明进入政坛，此后历任酒泉市委副书记、市长、甘肃省发展和改革委员会党组副书记兼副主任、嘉峪关市委常委，酒泉钢铁（集团）有限责任公司党委书记兼副董事长、甘肃省工业和信息化委员会党组书记兼副主任、甘肃省政协经济委员会副主任等职务。
2021年6月1日，甘肃省政协第十二届委员会常务委员会第十五次会议决定免去其政协甘肃省委员会经济委员会副主任职务。同年9月，陈春明因涉嫌严重违纪违法接受甘肃省纪委监委的纪律审查和监察调查。翌年3月，陈春明因严重违纪违法，受到甘肃省纪委监委开除中国共产党党籍和公职处分。